# Kleinkötter

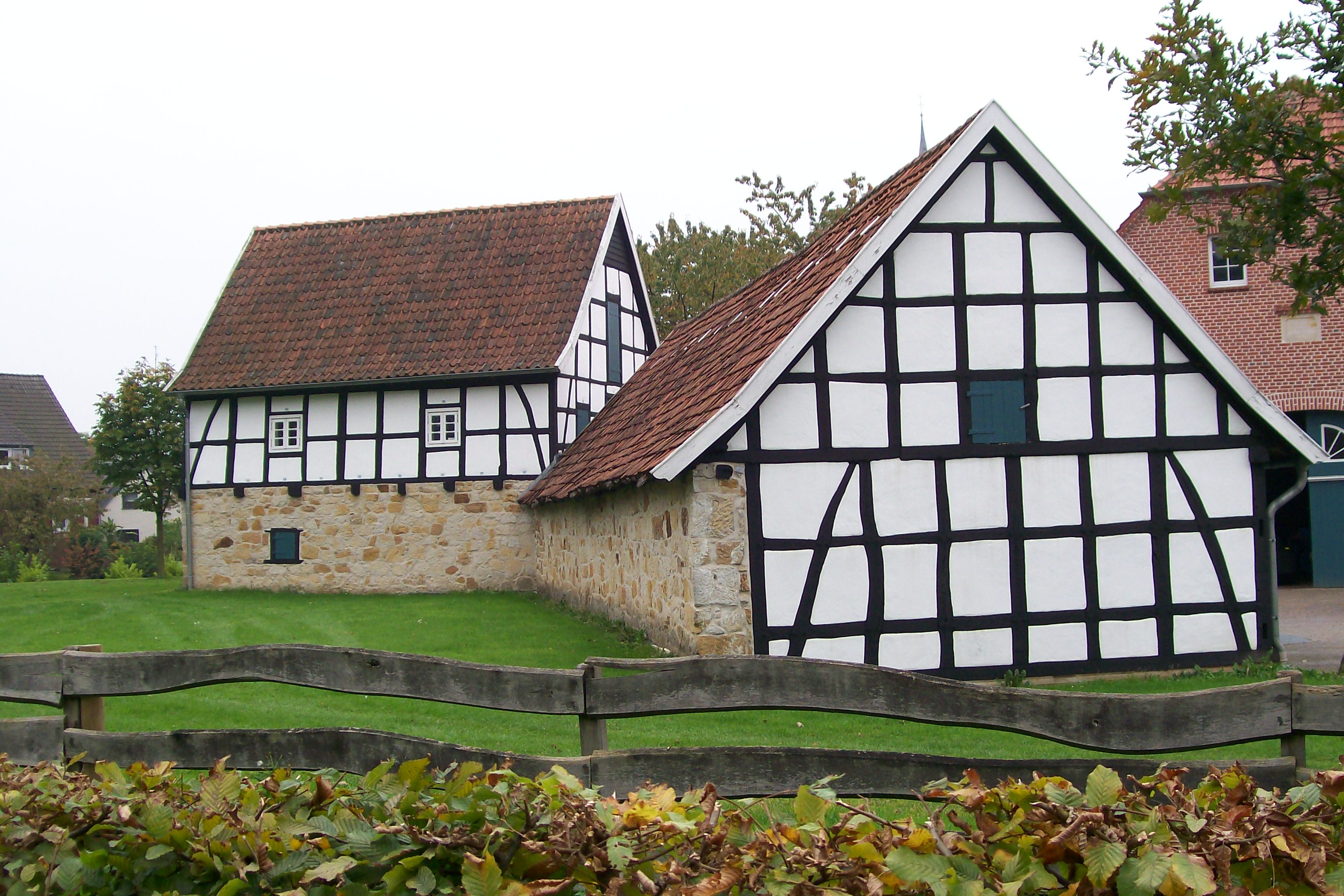
Kotten im Heimatmuseum in Bad Iburg

Als Kleinkötter, Kleinbauer oder Kotsasse bezeichnete man in der Agrargeschichte Nordwestdeutschlands einen leibeigenen Bauern, der in der dörflichen Hierarchie an vorletzter Stelle stand. Unter ihm auf der untersten sozialen Stufe stand noch der Hoppenplöcker oder Straßenkötter. Die Bezeichnung war für die Steuererhebung von Bedeutung. Kötter wurden nach den Prinzipien des Meierrechts behandelt und man unterschied zwischen Groß-, Mittel-, Eget- und Kleinkötter. Das Ansiedeln neuer Kötter auf einem Meierhof musste durch den Landesherrn genehmigt werden.
Kleinkötter hatten nur rund 1 bis 3 Hektar Ackerland zur Verfügung und 1–2 Kühe oder Ziegen, was bei weitem nicht für den Lebensunterhalt ausreichte. Sie mussten sich zusätzliche Erwerbsquellen suchen und arbeiteten zum Beispiel als Hirten oder Handwerker. Außerdem mussten sie als Gegenleistung für die Überlassung des Kottens und des Ackerlands Hand- und Spanndienste für den Grundherrn vorwiegend in der Erntezeit erbringen, die zumeist mit der Sense, der Harke oder dem Spaten geleistet wurden.
Diese Dienstleistungen empfanden die Betroffenen häufig als schwere Belastung und wurden deshalb höchst ungern verrichtet. Die Gogerichtsakten berichten von diversen Streitigkeiten um diese Dienste, zum Beispiel um unpünktliches Erscheinen oder mangelnde Arbeitsleistungen. Bei wiederholten Verfehlungen wurden sogar Gefängnisstrafen verhängt.